# Гимпель, Харальд
Харальд Гимпель (родился 6 сентября 1951 года в Валандорф, Саксония-Айнхальт) — бывший восточногерманский спортсмен слалом каноист. Участвовал в соревнованиях по гребле на байдарках и каноэ в 1970-х годах.

## Спортивные достижения
В 1971—1974 годах в составе команды ASK Форвард Лейпциг был чемпионом ГДР в командном зачёте в гребном слаломе.
Харальд Гимпель завоевал бронзовую медаль в дисциплине К-1 на летних Олимпийских играх 1972 в Мюнхене.
Гимпель также завоевал медали на чемпионате мира по гребному слалому, организованном Международной федерацией каноэ в 1975 году в Скопье, включая две бронзовые медали в дисциплине К-1 и в К-1 общекомандном зачёте.